# 너의 운동
너의 운동(폴란드어: Twój Ruch 트부이 루흐[*], 약칭 TR)은 폴란드의 정당이다. 2010년 10월 시민연단 소속 국회의원 야누시 팔리코트에 의해 창당되었으며, 창당 초기에는 팔리코트 운동(폴란드어: Ruch Palikota 루흐 팔리코타[*], RP)이었으나 2013년 10월 6일 현재의 당명으로 개명했다.

## 같이 보기
- 시민 자유지상주의
- 세속적 인본주의